# Kennedy Ashia
Kennedy Ashia (Accra, 13 dicembre 1994) è un ex calciatore ghanese, di ruolo attaccante.

## Caratteristiche tecniche
Ashia può essere schierato su tutto il fronte d'attacco: come centravanti, come seconda punta o come ala.

## Carriera

### Club
Proveniente dal Liberty Professionals (con cui aveva segnato 10 reti in 17 presenze nella massima serie ghanese), il 12 agosto 2013 si trasferì ai norvegesi del Brann con la formula del prestito con diritto di riscatto. Non giocò neppure un minuto in squadra, così il Brann scelse di non avvalersi del diritto di riscatto. Torna poi al Liberty Professionals, con cui segna un gol in 4 partite. Va poi ai sudanesi dell'Al-Hilal Omdurman, con cui nel 2016 gioca una partita in CAF Champions League.
Il 9 ottobre 2021, l'Ashanti Gold ha reso noto d'aver ingaggiato Ashia, che si è legato al club con un contratto biennale.

### Nazionale
Fu incluso tra i convocati del Ghana under 20 in vista del mondiale di categoria del 2013. Nel corso della manifestazione, giocò 6 partite e mise a segno 2 reti, contribuendo così al terzo posto finale della selezione africana. Sempre nel 2013 ha giocato 2 partite senza segnare nella Coppa d'Africa under-20.

## Palmarès

### Club

#### Competizioni nazionali
- Campionato sudanese: 1

Al-Hilal Omdurman: 2016
- Coppa del Sudan: 1

Al-Hilal Omdurman: 2016